# N. Jayapalan
N. Jayapalan est un historien, spécialiste en sciences politiques, et professeur indien.

## Biographie
N. Jayapalan est Professeur à l’École des beaux-arts du Gouvernement à Karur dans le Tamil Nadu.
Il a suivi un cursus post-doctoral en Histoire à la faculté de Pachaiyappa à Chennai à l'Université de Madras. 
Il a poursuivi ses études en sciences politiques à la même Université. 
Il a ensuite obtenu son M.Phil. à l'Université de Bharathidasan, Tiruchirapalli. 
Il a participé à de nombreux séminaires sur l'Histoire indienne. 
Il a écrit plus de cent livres sur l'histoire et les sciences politiques.

## Ouvrages
- 2000, India and her neighbours, Atlantic Publishers & Dist,  (ISBN 8171569129 et 9788171569120),
- 2000, Social and cultural history of India since 1556, Atlantic Publishers & Distributors,  (ISBN 8171568262 et 9788171568260)
- 2001, History of India, Atlantic Publishers & Distri,  (ISBN 9788171569281)
- 2002, Comprehensive Modern Political Analysis, Dehli: Atlantic Publishers
- 2002, Modern Governments And Constitutions 2 Vols. Set, Atlantic Publishers & Dist,  (ISBN 8126900946 et 9788126900947)